# Уэндлер, Майкл
Майкл Уэндлер (нем. Michael Wendler; настоящяя фамилия —  Сковронек; род. 22 июня 1972 Динслакен, Германия) — немецкий поп-певец, телеведущий и теоретик заговора. Он начал карьеру в 1998 году и с тех пор завоевал несколько наград, включая престижную корону народной музыки в 2012 году. У него долгосрочный контракт с Sony Entertainment, шесть золотых и одна платиновая пластинки. Вендлер также пишет песни и тексты для других певцов Schlager под псевдонимом Мик Скоуи.

## Биография и личная жизнь
Уендлер родился в Динслакене. Он польского происхождения
В 2009 году он женился на Клаудии Норберг, сначала гражданским, а потом церковным браком. Владелец прав на изображение свадьбы в журнале Die Neue.
В 2010 году построил комплекс с конюшнями.
В 2011 году открыл дискотеку "Нина" в Ботропе. В 2016 году переехал в Кейп-Корал, Флорида.
В 2020 году развелся с Клаудией и женился на Лауре Мюллер, которая переехала с ним во Флориду, бросив школу.

## Теория заговора
В 2020 году, Уендлер вызвал контроверсии своими высказываниями о пандемии COVID-19, обвиняя правительство Германии в нарушениях конституции и политическом контроле над телеканалами.
Он призвал своих последователей зарегистрироваться в Telegram для обмена мнениями без цензуры. В январе 2021 года он сравнил немецкое государство с концентрационным лагерем после ужесточения мер по борьбе с распространением COVID-19.

## Дискография

### Альбомы
- Best Of – Vol. I (2008)
- Respekt (2009)

### Синглы
- Das ist ja wohl ein Ding (2001)
- Das haut mich um (2001)
- Nicht mehr in diesem Leben (2001)
- Dein kleiner Prinz (2001)
- Alibi (2002)
- Außer Kontrolle (2002)
- Verlier sie nie (2002)
- Oh lieber Gott (2003)
- Seitensprünge (2003)
- Warum lügen die Sterne (2003)
- Traue keinem über 30 (2004)
- Unsterblich (2004)
- Marterpfahl (2004)
- Zauberer (2004)
- Sie liebt den DJ (2005)
- Wenn alle Stricke reißen (2005)
- 180 Grad (2005)
- Heuchler (2006)
- Prinzessin (2006)
- Mein letztes Gebet (2007)
- Das schönste Girl der Welt (2007)
- Sie liebt den DJ (2007)
- Dennoch liebst du mich (2007)
- Nina (2008)
- Echolot (2008)
- Häschenparty (2008) (совместно с Schnuffel)
- Ich denk an Weihnachten (2008)
- I Don't Know (2009)
- Nina – Reloaded (2009)
- Wer weiß warum (2010)
- Piloten wie wir (2010)
- Wir sind Tänzer (2011)
- Sie liebt ihn immer noch (2011)
- Was wäre wenn (2012)
- Nie mehr (2013)
- Honey Kiss ( 2013) (совместно с Anika)
- Unser Zelt auf Westerland (2014)
- Die Maske fällt (2015)
- Wie beim ersten Mal (2016)
- Gut, dass Männer nie weinen (2017)
- Wir war'n, wir sind, wir bleiben (2017)
- Egal (2017)
- Was soll ich im Himmel (2019)
- Was man liebt, gibt man frei (2020)